# Oblężenie Paryża (1590)
Oblężenie Paryża – oblężenie miasta przez wojska królewskie Henryka IV Wielkiego, które miało miejsce od 7 maja do 9 września 1590 roku. Zakończyło się po wycofaniu wojsk rojalistów.

## Tło sytuacyjne
W 1590 roku Henryk IV Burbon po pokonaniu oddziałów Ligi Katolickiej w bitwie pod Ivry, pomimo braku garnizonu i panice jaka wybuchła w Paryżu, nie zdecydował się bezpośrednio ruszyć na 200 tysięczną stolicę. Król zatrzymał się na dwa tygodnie w Mantes, po czym ruszył do Sens, podbijając po drodze Corbeil-Essonnes, Melun, Provins, Bray-sur-Seine i Montereau. W ten sposób władca postanowił zablokować Paryż, ponieważ jego armia była za mała żeby ryzykować szturm. Podbój miast oraz zajęcie kilku mostów wokół stolicy miało odciąć ją od zaopatrzenia.

## Przebieg oblężenia
Oblężenie rozpoczęło się 7 maja, Henryk IV założył swoją kwaterę główną na północ od Paryża, na wzgórzu Montmartre. Oddziały rozmieścił w Saint-Quen, La Chapelle (Seine), Aubervilliers, Pantin, Le Bourget, Louvres i Gonesse. Artyleria została umieszczona naprzeciw bramy miejskiej Mountmartre i w Montfaucon, skąd ostrzeliwała miasto. W odpowiedzi na działania rojalistów Karol de Mayenne zwołał radę wojskową w Saint-Denis z udziałem ambasadora Hiszpanii, legata papieskiego i Gwizjuszy. Poprosił ich o pozostanie w Paryżu, a sam próbował odbudować siły Ligi Katolickiej. Brat Mayenne'a Karol Emanuel książę de Nemours został mianowany gubernatorem Paryża i zajął się uzupełnianiem zapasów miejskich. Do obrony stolicy miał 3000 landsknechtów (między innymi Szwajcarów) oraz 1500 arkebuzerów. Dysponował także 48 tysięczną milicją miejską. Królewska armia była znacznie mniejsza, ponieważ liczyła wówczas od 12 do 20 000 piechoty. Gubernator i władze miejskie uważali, że mają wystarczające zapasy żywności, aby przez miesiąc wykarmić 200-tysięczną ludność. Oblężenie trwało jednak około cztery miesiące, a już 15 czerwca zaczęto odczuwać niedobory żywności.
13 czerwca Henryk IV, dowiedziawszy się, że książę Mayenne i jego armia zbliżają się do Laon, wysłał wojska do Senlis i Compiègne. Kazał również dwiema bateriami artylerii ostrzelać ulice Saint-Honoré, Saint-Denis i Saint-Martin.
1 sierpnia zgromadzenie władz Paryża postanowiło wysłać biskupa stolicy Pierre'a de Gondi i arcybiskupa Lyonu Pierre'a d'Epinac do Henryka IV i księcia Mayenne, aby prosić ich o zakończenie wojny w królestwie. Król odrzucił prośby wysłanników o zaprzestaniu działań wojennych.
Król Hiszpanii Filip II Habsburg, po otrzymaniu wieści o zwycięstwie Henryka pod Ivry, nakazał Aleksandrowi Farnese (księciu Parmy i namiestnikowi Niderlandów) przeprowadzenie inwazji na Francję na czele silnej armii. Książę zaatakował Francję z 14 tys. hiszpańskich weteranów. 23 sierpnia w Meaux dołączył do niego Mayanne z 10 tys. piechoty i 2000 jazdy. Armia Henryka IV była porównywalna liczebnie. Król ściągnął wszystkie wojska stacjonujące na zachód i wschód od Paryża i zajął pozycję pod Chelles z 7000 jazdy i 20 tys. piechoty. Farnese nie dał się wciągnąć w walkę. Przez pięć dni, kiedy dwie armie stały naprzeciw siebie, hiszpański oddział przekradł się przez Marnę i z zaskoczenia wziął Lagny, odblokowując jedną z dróg zaopatrzeniowych do Paryża. 9 września oddział piechoty pod Châtillonem spróbował wkroczyć do stolicy, wspinając się po murach, ale uniemożliwił mu to oddział uzbrojonych jezuitów. Była to ostatnia próba zajęcia miasta przez Henryka IV, który był w drodze do Saint-Denis.

## Po oblężeniu
12 września paryżanie z radością dowiedzieli się, że Henryk podzielił armię na kilka części i wysłał je do Turenii, Szampanii, Normandii i Burgundii, pozostawiając w okolicy Paryża tylko kilka oddziałów. Następnego dnia do stolicy przybył Mayenne ze swoimi dowódcami.
Około 13 tys. z 30 tys. ofiar oblężenia zmarło z głodu. Według innych szacunków liczba zgonów wynosiła od 40 do 50 tys. osób.
W 1593 roku Henryk IV przeszedł na katolicyzm. Wymęczeni wojną paryżanie opowiedzieli się przeciwko Lidze Katolickiej, która kontynuowała konflikt pomimo nawrócenia Henryka. 22 marca 1594 r. król Francji wkroczył do Paryża, gdzie mieszkańcy powitali go z radością. Cztery lata później władca wydał edykt nantejski w celu zakończenia wojen religijnych, które spustoszyły kraj.